# Smicridea bivittata
Smicridea bivittata är en nattsländeart som först beskrevs av Hagen 1861.  Smicridea bivittata ingår i släktet Smicridea och familjen ryssjenattsländor. Inga underarter finns listade i Catalogue of Life.